# Titularbistum Stadia
Stadia ist ein Titularbistum der römisch-katholischen Kirche.
Es geht zurück auf einen Bischofssitz in der gleichnamigen antiken Stadt auf der Halbinsel von Knidos in der kleinasiatischen Landschaft Karien im Südwesten der heutigen Türkei. Das Bistum gehörte zur Kirchenprovinz Stauropolis.
| Titularbischöfe von Stadia |                       | |                  |                |
| Nr.                        | Name                  | Amt | von              | bis            |
| 1                          | Franz Kamprath        | Weihbischof in Wien (Österreich)                                                                            | 15. Februar 1929 | 18. Mai 1944   |
| 2                          | Pēteris Strods        | Weihbischof in Riga Apostolischer Administrator von Liepāja Apostolischer Administrator von Riga (Lettland) | 19. Juli 1946    | 5. August 1960 |
| 3                          | Aloysius John Wycislo | Weihbischof in Chicago (Illinois) (USA)                                                                     | 17. Oktober 1960 | 8. März 1968   |